# Aconitum pendulicarpum
Aconitum pendulicarpum är en ranunkelväxtart som beskrevs av Chang, Wen Tsai Wang och P. K. Hsiao. Aconitum pendulicarpum ingår i släktet stormhattar, och familjen ranunkelväxter. Utöver nominatformen finns också underarten A. p. circinatum.